# Graham Central Station
Graham Central Station foi uma banda de funk fundada por Larry Graham. Esteve em atividade entre 1973 e 1979, e após uma reunião em 1998.

## Discografia
- 1973 - Graham Central Station, Warner Bros.
- 1974 - Release Yourself, Warner Bros.
- 1975 - Ain't No 'Bout-A-Doubt It, Warner Bros.
- 1976 - Mirror, Warner Bros.
- 1977 - Now Do U Wanta Dance, Warner Bros.
- 1978 - My Radio Sure Sounds Good to Me, WEA
- 1979 - Star Walk, Warner Bros.
- 1997 - By Popular Demand, P-Vine (Japan Only)
- 1998 - GCS 2000, NPG